# Оскар Ортіс (тенісист)
Оскар Ортіс (ісп. Óscar Ortiz; нар. 9 травня 1973) — колишній мексиканський тенісист.
Найвищу одиночну позицію світового рейтингу — 141 місце досяг 29 травня 1995, парну — 122 місце — 15 липня 1996 року.
Здобув 2 одиночні та 8 парних титулів.

## Фінали ATP Челленджер і ITF Ф'ючерс

### Одиночний розряд: 2 (2–0)
| Легенда              |
| -------------------- |
| ATP Челленджер (2–0) |
| ITF Ф'ючерс (0–0)    |

| Фінали за покриттям |
| ------------------- |
| Тверде (2–0)        |
| Ґрунт (0–0)         |
| Трава (0–0)         |
| Килим (0–0)         |

| Результат | В-П | Дата     | Турнір                     | Рівень     | Покриття | Суперник       | Рахунок  |
| --------- | --- | -------- | -------------------------- | ---------- | -------- | -------------- | -------- |
| Перемога  | 1–0 | Лип 1994 | Кампус-ду-Жордан, Бразилія | Челленджер | Тверде   | Ян Вайнцірль   | 7–6, 6–3 |
| Перемога  | 2–0 | Сер 1994 | Форталеза, Бразилія        | Челленджер | Тверде   | Лоренс Тілеман | 7–6, 6–1 |

### Парний розряд: 17 (8–9)
| Легенда              |
| -------------------- |
| ATP Челленджер (8–7) |
| ITF Ф'ючерс (0–2)    |

| Фінали за покриттям |
| ------------------- |
| Тверде (5–3)        |
| Ґрунт (3–4)         |
| Трава (0–0)         |
| Килим (0–2)         |

| Результат | В-П | Дата     | Турнір                         | Рівень     | Покриття | Партнер            | Суперники                             | Рахунок       |
| --------- | --- | -------- | ------------------------------ | ---------- | -------- | ------------------ | ------------------------------------- | ------------- |
| Перемога  | 1–0 | Лип 1993 | Кампінас, Бразилія             | Челленджер | Ґрунт    | Гастон Етліс       | Хуан Гарат (тенісист) Роберто Саад    | 6–4, 6–1      |
| Поразка   | 1–1 | Вер 1994 | Сеул, Південна Корея           | Челленджер | Тверде   | Лоренс Тілеман     | Білл Барбер Арі Натан                 | 6–7, 2–6      |
| Перемога  | 2–1 | Чер 1995 | Богота, Колумбія               | Челленджер | Ґрунт    | Леандер Паес       | Серхіо Кортес Жоао Кунья е Сілва      | 7–6, 7–6      |
| Перемога  | 3–1 | Сер 1995 | Ріо-де-Жанейро, Бразилія       | Челленджер | Тверде   | Жоао Кунья е Сілва | Жан-Філіпп Флер'ян Ніколас Перейра    | 7–5, 4–6, 6–1 |
| Перемога  | 4–1 | Кві 1996 | Сліма, Мальта                  | Челленджер | Тверде   | Алехандро Ернандес | Александар Кітінов Мартін Цумпфт      | 6–2, 3–6, 6–1 |
| Поразка   | 4–2 | Чер 1996 | Богота, Колумбія               | Челленджер | Ґрунт    | Леонардо Лаваль    | Бретт Гансен-Дент Т. Дж. Міддлтон     | 4–6, 3–6      |
| Перемога  | 5–2 | Лип 1996 | Сан-Паулу, Бразилія            | Челленджер | Тверде   | Алехандро Ернандес | Жан-Філіпп Флер'ян Жоао Кунья е Сілва | 6–2, 7–6      |
| Перемога  | 6–2 | Кві 1997 | Пуерто-Вальярта, Мексика       | Челленджер | Тверде   | Алехандро Ернандес | Франсіско Монтана Джек Вейт           | 4–6, 6–2, 6–1 |
| Поразка   | 6–3 | Чер 1997 | Брауншвейг, Німеччина          | Челленджер | Ґрунт    | Небойша Джорджевич | Брендон Коуп Паул Роснер              | 4–6, 3–6      |
| Поразка   | 6–4 | Вер 1997 | Гвадалахара (Мексика), Мексика | Челленджер | Ґрунт    | Алехандро Ернандес | Нелсон Аертс Андре Са                 | 6–3, 2–6, 4–6 |
| Поразка   | 6–5 | Гру 1997 | Вісмар, Німеччина              | Челленджер | Килим    | Бернардо Мартінес  | Ларс Бургсмюллер Міхаель Кольманн     | 4–6, 6–7      |
| Поразка   | 6–6 | Бер 1998 | Кіото, Японія                  | Челленджер | Килим    | Мауріс Руа         | Судзукі Такао Кевін Ульєтт            | 6–4, 1–6, 4–6 |
| Перемога  | 7–6 | Вер 1998 | Кіто, Еквадор                  | Челленджер | Ґрунт    | Адріану Феррейра   | Кеплер Орельяна Джимі Шиманскі        | 6–3, 6–4      |
| Поразка   | 7–7 | Вер 1999 | Кіто, Еквадор                  | Челленджер | Ґрунт    | Марко Осоріо       | Паулу Тайшер Андрес Сінгман           | 5–7, 6–4, 5–7 |
| Перемога  | 8–7 | Лис 1999 | Пуебла, Мексика                | Челленджер | Тверде   | Марко Осоріо       | Джефф Салзенстейн Джим Томас          | 6–1, 6–3      |
| Поразка   | 8–8 | Січ 2000 | США F2, Алтамонте-Спрінгс      | Ф'ючерс    | Тверде   | Джимі Шиманскі     | Джонатан Ерліх Харел Леві             | 3–6, 4–6      |
| Поразка   | 8–9 | Лис 2000 | Мексика F5, Сакатекас (штат)   | Ф'ючерс    | Тверде   | Едуардо Моронес    | Едуарду Бергманн Гергей Кішдєрдь      | 6–7(5–7), 5–7 |

## Часовий графік результатів
| W | Ф | ПФ | ЧФ | #Р | КТ | К# | DNQ | A | NH |

### Одиночний розряд
| Турніри Великого шлему                 |     |     |     |       |     |
| Відкритий чемпіонат Австралії з тенісу |     | К2р | К2р | 0 / 0 | 0–0 |
| Відкритий чемпіонат Франції з тенісу   |     | К1р |     | 0 / 0 | 0–0 |
| Вімблдонський турнір                   |     |     |     | 0 / 0 | 0–0 |
| Відкритий чемпіонат США з тенісу       | К1р | К1р | К1р | 0 / 0 | 0–0 |
| В-П                                    | 0–0 | 0–0 | 0–0 | 0 / 0 | 0–0 |
| Тур ATP Мастерс 1000                   |     |     |     |       |     |
| Відкритий чемпіонат Маямі з тенісу     | К1р | К1р | К3р | 0 / 0 | 0–0 |
| Мастерс Канада                         | К3р |     |     | 0 / 0 | 0–0 |
| В-П                                    | 0–0 | 0–0 | 0–0 | 0 / 0 | 0–0 |